# Temelucha grapholithae
Temelucha grapholithae là một loài tò vò trong họ Ichneumonidae.